# Märta Lindblom
Märta Karolina Lindblom, född Norberg den 8 november 1871 i Stockholm, död den 29 oktober 1946 i Lund, var en svensk målare. 
Hon var dotter till justitierådet Alfred August Norberg och Maria Philgren och gift första gången 1901 med lektorn Carl Otto Lundgren (död 1903) och andra gången från 1911 med sedermera professorn Johannes Lindblom. I sitt andra äktenskap blev hon mor till Malin Anna Maria Uddling. Lindblom studerade vid Konstakademien i Stockholm 1889–1904. Hon vistades i Frankrike 1886 och 1912 och studerade då för Lucien Simon, M Ménrad och Edmond Aman-Jean. Hon medverkade i Svenska konstnärernas förenings nionde utställning som visades 1901, Föreningen Svenska Konstnärinnors utställning i Stockholm 1911 samt samlingsutställningar i Lund. Hennes konst består huvudsakligen av porträtt. Lindblom är representerad vid Nationalmuseum med ett barnporträtt av Johnny Roosval och vid Meteorologiska institutionen i Uppsala samt vid Askeby kyrka och prästgård. Makarna Lindblom är begravna på Uppsala gamla kyrkogård.